# Cinci sute de lei (monedă românească)
Cinci sute de lei a fost o monedă a leului românesc. A fost introdusă în 1941, iar ultima emisiune monetară, 1999, a avut putere circulatorie până la data de 31 decembrie 2006.

## Istorie
Valoarea nominală de 500 de lei a fost introdusă pentru prima dată în 1877, sub formă de bancnotă.

### Regatul României

#### 500 lei 1941

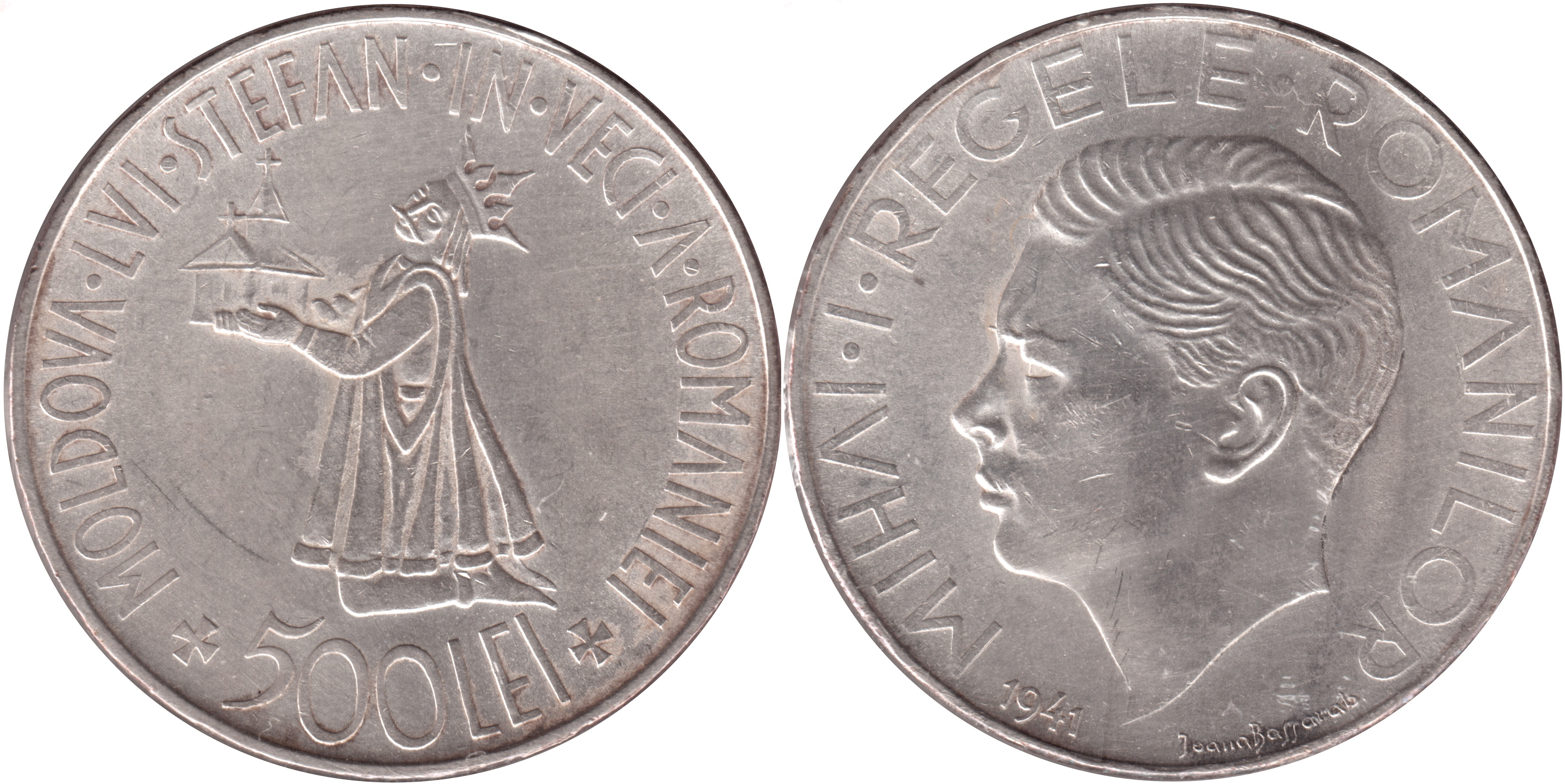
Monedă de 500 de lei din 1941

Prima monedă de 500 de lei a fost introdusă în 1941 pentru a marca victoria armatelor româno-germane în Operațiunea München, care a condus la recucerirea Basarabiei și a Bucovinei de Nord în contextul celui de-Al Doilea Război Mondial. Aceasta a fost emisă în timpul domniei regelui Mihai I, în perioada în care România condusă de Ion Antonescu.
Emiterea monedei a fost autorizată prin Decretul-lege nr. 3.082 din 7 noiembrie 1941, care prevedea un număr de 1.000.000 de exemplare, cu o valoare nominală totală de 500.000.000 de lei. Punerea în circulație a început pe 8 noiembrie 1941, prin intermediul administrațiilor financiare ale Ministerului Finanțelor și sucursalelor Băncii Naționale a României.
Moneda a fost realizată dintr-un aliaj compus din 83,5% argint și 16,5% cupru, având o toleranță admisă de ±0,5%. Aceasta avea un diametru de 37 mm și o greutate de 25 de grame, fiind similare cu cele ale monedelor de 5 lei emise înainte de legea monetară din 17 martie 1890, în timpul domniei regelui Carol I.
Aversul prezenta efigia regelui Mihai I în profil spre stânga, înconjurat de inscripția MIHAI•I•REGELE•ROMANILOR. Sub efigie, în stânga, era inscripționat anul 1941, iar în dreapta, numele gravorului, Ioana Bassarab. Reversul prezenta o imagine a lui Ștefan cel Mare, cu coroana voievodală pe cap și ținând, îngenuncheat, orientat spre stânga, cu ambele mâini o reproducere a Mănăstirii Suceava. De jur împrejur se afla textul, cu litere de 3,5 mm, MOLDOVA•LUI•STEFAN•IN•VECI•A•ROMANIEI. În partea inferioară, cu cifre și litere de 5 mm, se găsea valoarea nominală, 500 LEI, flancată de două cruci de Malta de 2,5 mm ✠. Muchia monedei era netedă și avea incus, cu litere de 1,6 mm, textul: PRIN STATORNICIE LA IZBANDA ✠, text care se regăsea și pe monedele de 12½ și 25 de lei din 1906.

#### 500 lei 1944

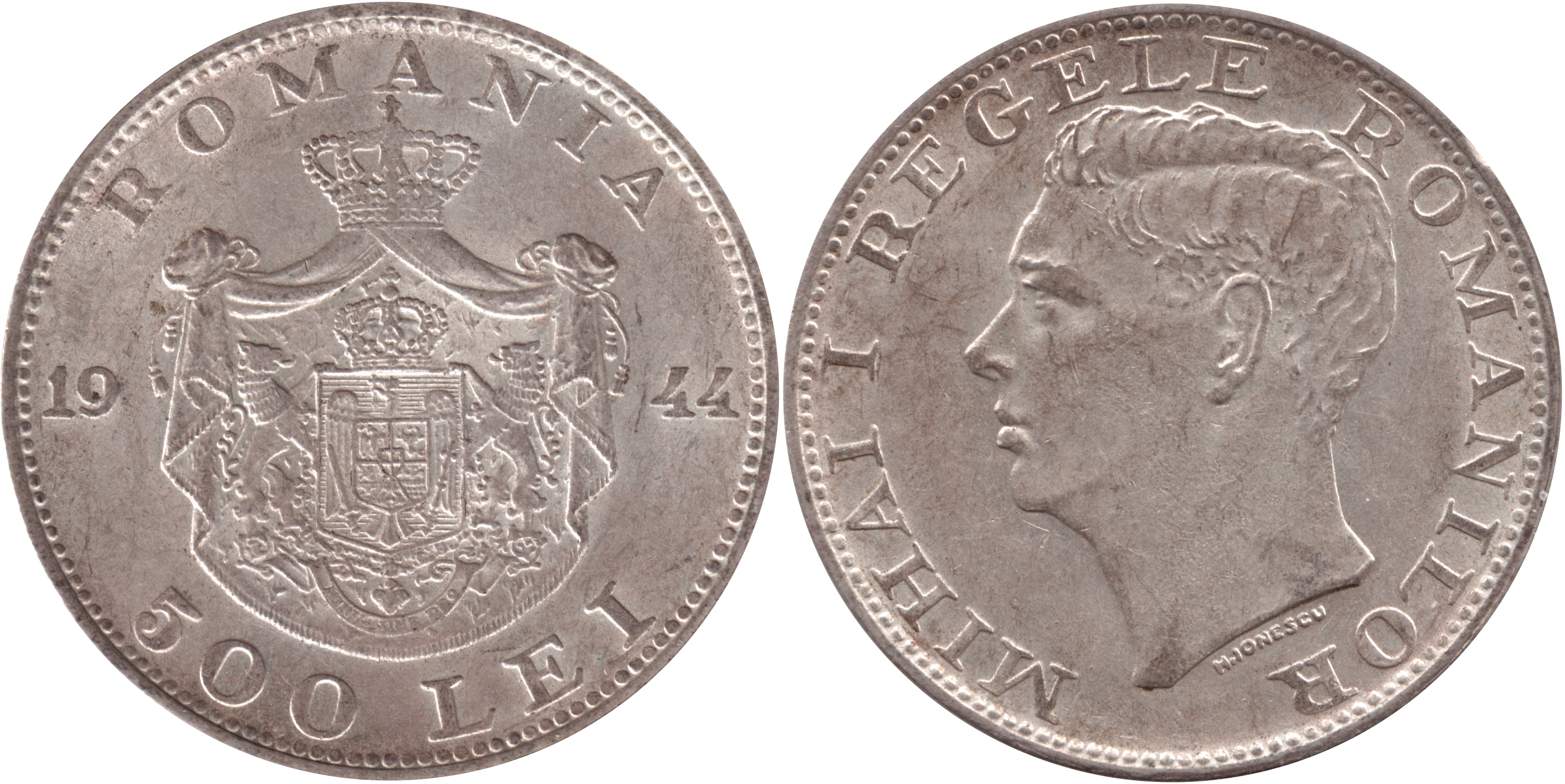
Monedă de 500 de lei din 1944

A doua monedă de 500 de lei a fost introdusă în 1944. Emiterea acesteia a fost autorizată prin înaltul decret regal nr. 1.133 din 10 Iunie 1944, iar cuantumul emisiunii și condițiile de punere în circulație urmau să fie stabilite, ulterior, prin decrete-legi speciale de către Conducătorul Statului.
Prin decretul-lege nr. 1.145 din 14 iunie 1944 pentru punerea în circulație a unei monete de 500 lei din argint și retragerea din circulație a monetelor de 200 lei cuantumul emisiunii a fost stabilit la 5 miliarde de lei, respectiv 10.000.000 de exemplare.
Moneda era realizată dintr-un aliaj compus din 70% argint și 30% cupru, având o toleranță admisă de 0,5%. Aceasta avea diametrul de 32 mm, cu o toleranță de 0,05 mm, și o greutate de 12 grame, cu o toleranță medie de 0,1%, socotită la o mie de bucăți.
Aversul prezenta efigia regelui Mihai I în profil spre dreapta, înconjurată de inscripția MIHAI I REGELE ROMANILOR cu litere majuscule de 2,4 mm; sub efigie se găsea inscripția H. IONESCU, reprezentând numele gravorului, iar întreaga compoziție era încadrată într-un cerc perlat. Reversul prezenta stema mare a Regatului României. Deasupra stemei era inscripționt, cu litere de 2,2 mm, textul ROMANIA, iar sub stemă, cu cifre de 2,7 mm și litere de 2,4 mm, valoarea nominală, 500 LEI. Anul emisiunii, 1944, cu ifre de 2,1 mm, era împarțit de-o parte și de cealaltă a stemei. Toată compoziția era încadrată într-un cerc perlat. Muchia monedei era netedă și avea incus, cu litere de 1,1 mm, deviza Regatului României, NIHIL ×× SINE ×× DEO ⇁∙↽.
Conform presei din acea perioadă au fost emise monede de 500 de lei în valoare de 4.866.000.000 de lei, reprezentând 9.732.000 de exemplare, din plafonul total de 5 miliarde de lei.
Moneda a fost retrasă prin decretul-lege nr. 2.337 pentru retragerea din circulație a monetei de 500 lei din argint din 28 iulie 1945, care prevedea:
„Art. I. Moneta de 500 lei din argint, emisă pe baza înaltului decret regal Nr. 1.133 din 10 Iunie 1944, se va retrage din circulație de la data apariției acestui decret-lege în Monitorul Oficial. 

Art. II. Retragerea se va face de către Administrațiile financiare și percepții, precum și de către sucursalele și agențiile Băncii Naționale a României, care vor schimba moneta retrasă cu orice altă monetă metalică sau de hârtie aflată în circulație.
Art. III. Întreaga cantitate de monetă retrasă va fi trimisă Monetăriei Naționale. 
Art. IV. Durata retragerii este de o lună dela publicarea prezentului decret-lege în Monitorul Oficial. 
Art. V. După această dată și până la 15 Septemvrie 1945, când pierde orice putere circulatorie moneta de 500 lei din argint nu va mai fi primită decât în plata impozitelor datorate Statului. 
Dat în București la 28 iulie 1945. 
MIHAI
Ministrul finanțelor, 
M. Duma 

Nr. 2.337.”—Monitorul Oficial, nr. 170, 1945-07-30, p. 6495
După Reforma monetară din 1947, Banca Națională a României a lansat un program de achiziție a argintului sub formă de monede și obiecte, stabilind un preț de 2.306 lei pentru un kilogram de argint fin. Au fost fixate prețuri pentru monedele din argint retrase din circulație, inclusiv emisiuni mai vechi, precum cele din timpul domniilor regelui Carol I și Carol II. Cozile formate la sediile BNR, menționate în presa vremii, sugerează că astfel de monede erau încă larg deținute de populație.
Potrivit unui comunicat din 10 septembrie 1947, prețurile oferite de BNR pentru monedele de argint erau următoarele:
- 50 bani (Carol I) – 5 lei
- 1 leu (Carol I) – 9,50 lei
- 2 lei (Carol I) – 19 lei
- 5 lei (Carol I) – 52 lei
- 250 lei 1939–1941 (Carol II și Mihai I) – 23 lei
- 200 lei 1942 (Mihai I) – 11,50 lei
- 500 lei 1941 (Mihai I, jubiliară) – 48 lei
- 500 lei 1944 (Mihai I) – 19,50 lei
- 25.000 lei 1946 (Mihai I) – 20 lei
- 100.000 lei 1946 (Mihai I) – 40,50 lei[14]

#### 500 lei 1945

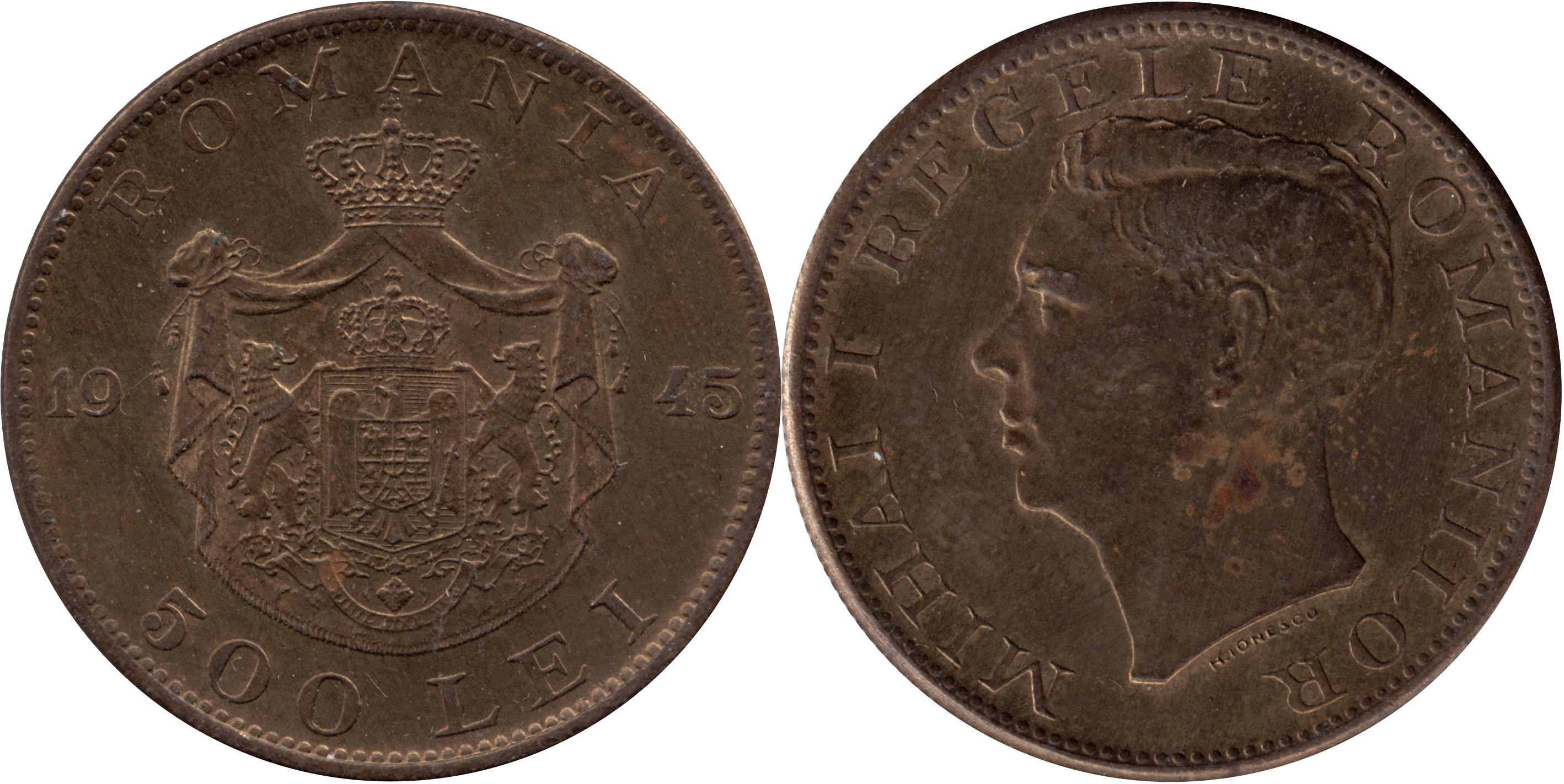
Monedă de 500 de lei din 1945

Dupa cel de-Al Doilea Război Mondial, în România exista o criză de monede divizionare. Lipsa lor era explicată prin pierderi ale acestora în timpul luptelor din cel de-Al Doilea Război Mondial din Moldova și Transilvania, tezaurizarea de către populația rurală și insuficiența unităților intermediare între moneda metalică de 100 lei și bancnota de 1000 lei. Un alt factor al lipsei de mărunțiș era specula cu monedele divizionare. Monedele mici de 5, 20 și 100 lei erau retrase de pe piață și adunate de indivizi care le vindeau ulterior la prețuri mai mari, variind între 120 și 250 lei pentru o monedă de 100 de lei, profitând de lipsa acestora și de cererea crescută.
Astfel, în octombrie 1945, Ministerul Finanțelor a propus introducerea unei noi monede divizionare de 500 de lei, alături de monede cu valoarea nominală de 100 și 200 de lei, precum și a unor bancnote cu valori de 20, 50, 200 și 500 de lei. În noiembrie, Consiliul de miniștri a decis că vor fi emise doar monedele de 200 și 500 de lei, precum și bancnotele de 20 și 50 de lei. Rondelele s-au realizat la uzina Metrom din Brașov, iar baterea acestora la Monetăria Statului. Plafonul emisiunii de 500 de lei a fost stabilit, inițial, la 10 miliarde de lei, fiind ulterior scăzut la 2 miliarde. Baterea acestora, împreună cu a celor de 200 de lei, a început la data de 15 noiembrie 1945.
Moneda era realizată din 63% cupru și 27% zinc, avea o dimensiune de 30 mm și o greutate de 10 grame. Din punct de vedere al design-ului, cu excepția muchiei, aceasta era identică cu moneda de 500 de lei emisă în 1944. Astfel, aversul prezenta efigia regelui Mihai I în profil spre dreapta, înconjurată de inscripția MIHAI I REGELE ROMANILOR cu litere majuscule de 2,4 mm; sub efigie se găsea inscripția H. IONESCU, reprezentând numele gravorului, iar întreaga compoziție era încadrată într-un cerc perlat. Reversul prezenta stema mare a Regatului României. Deasupra stemei era inscripționt, cu litere de 2,2 mm, textul ROMANIA, iar sub stemă, cu cifre de 2,7 mm și litere de 2,4 mm, valoarea nominală, 500 LEI. Anul emisiunii, 1944, cu cifre de 2,1 mm, era împarțit de-o parte și de cealaltă a stemei. Toată compoziția era încadrată într-un cerc perlat. Muchia monedei era zimțată.
Monedele de 500 de lei au fost puse în circulație pe 22 noiembrie 1945, alături de bancnotele de 20 și 100 de lei, punerea în circulație a monedei de 200 de lei fiind amânată, din cauza unor probleme tehnice, inițial pentru 26 noiembrie, iar ulterior pentru începutul lunii decembrie.
La doar o lună după punerea monedelor în circulație raritatea monedelor pe piață era deja menționată în presă, fiind semnalate cazuri în care acestea erau retrase de pe piață și utilizate pentru confecționarea de șaibe, monedele fiind șlefuite pentru a îndepărta inscripțiile în relief, apoi găurite, sau șuruburi. Ulterior, acestea erau vândute cu 700 de lei bucata, ceea ce sugera că valoarea metalului depășea valoarea nominală a monedelor, indicând inflația din acea perioadă. De asemenea, mai multe articole din presă menționau tezaurizarea de către populație ale monedelor de 200 și 500 de lei emise în 1945, tot din motive legate de inflație, fapt ce a condus alegerea aluminiului ca metal pentru baterea unei noi monede de 500 de lei din 1946, precum și a anunțării deciziei de retragere a monedelor de 200 și 500 de lei, începând cu 1 decembrie și până la 31 decembrie 1946, dată când acestea și-au pierdut puterea circulatorie. Ulterior, acestea au fost primite doar pentru plata impozitelor până la data de 31 ianuarie 1947.
Conform presei din acea perioadă, până la anunțul inițial al retragerii monedelor, în octombrie 1946, au fost emise monede de 500 de lei în valoare de 1.711.200.000 de lei, reprezentând 3.422.000 de exemplare, din plafonul total de 2 miliarde de lei.

#### 500 lei 1946

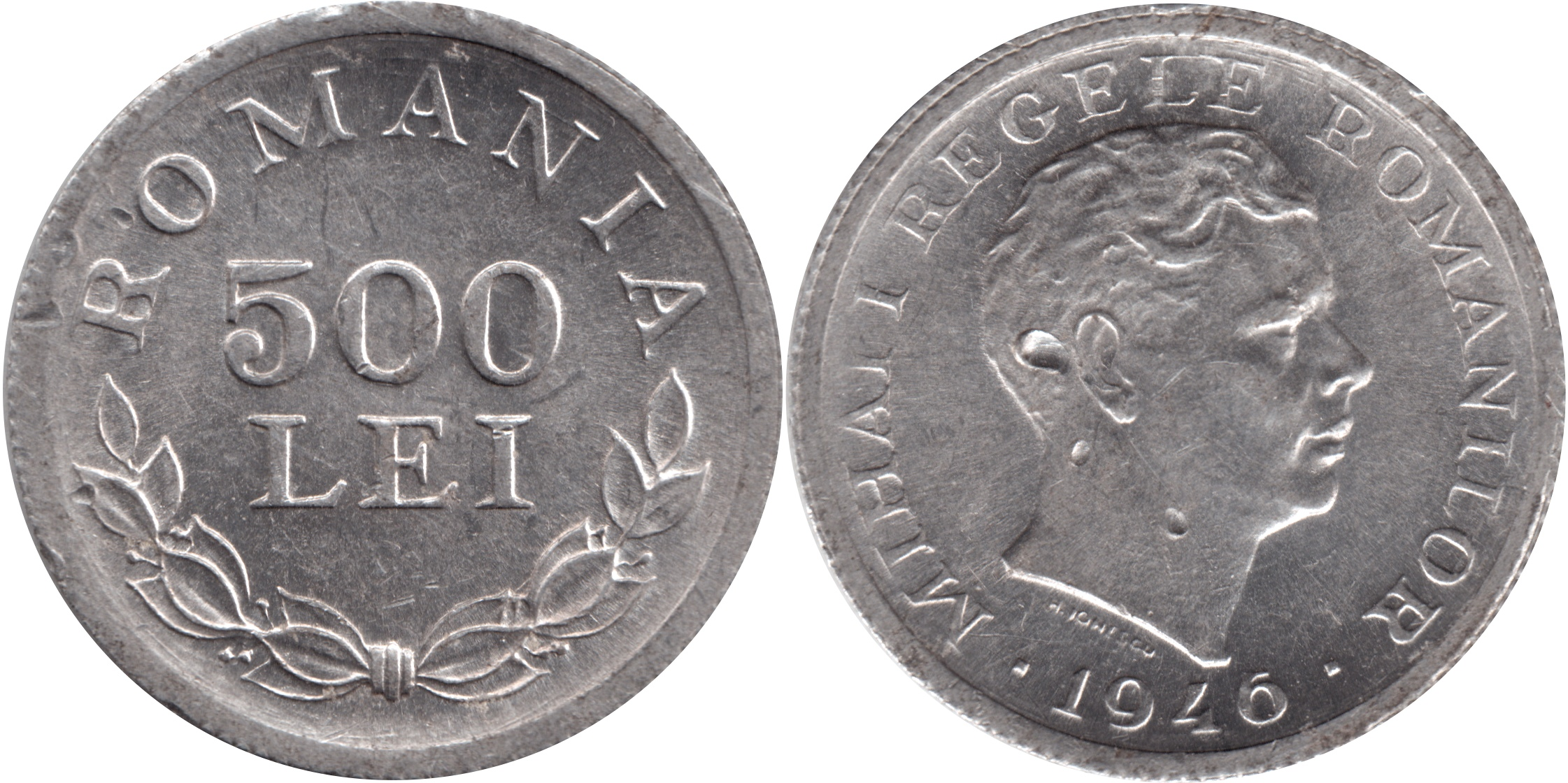
Monedă de 500 de lei din 1946

În Monitorul Oficial nr. 137 din 17 iunie 1946 a fost publicat Înaltul Decret Regal nr. 1.814, privind introducerea în circulație a monedelor de 500, 1000 și 2000 de lei. Monedele de 500 și 1000 de lei urmau să aibă design-ul identic, iar rondelele pentru acestea urmau să fie realizate la uzinele Metrom și Laromet. Alegerea aluminiului ca metal pentru baterea monedelor de 500 și 1000 de lei a fost decisă pentru a descuraja tezaurizarea de către populație ale acestora, precum în cazul monedelor de 200 și 500 de lei, emisiunea 1945, realizate din aliaje de cupru. Plafonul emisiunii monedei de 500 de lei a fost fixat la un total de 20 de miliarde de lei, adică 40.000.000 de bucăți. Deși, inițial, s-a anunțat că monedele vor fi puse în circulație în luna iulie, doar moneda de 500 de lei a fost introdusă la 1 august 1946 iar moneda de 1000 de lei nu a mai fost emisă și este considerată probă monetară.
Aversul prezenta portretul regelui Mihai I al României cu inscripția MIHAI I REGELE ROMANILOR ▪ 1946 ▪ și a fost realizat de gravorul Haralambie Ionescu, al cărui nume se găsea sub portret notat ca H. IONESCU. Reversul prezenta central valoarea nominală, 500 LEI, încadrată de inscripția circulară ROMANIA în jumătatea superioară și o coroană din ramuri de laur în partea inferioară.
Pentru a înlesni circulația monetară în circuitul economic, Ministerul Finanțelor a dispus ca, începând din august 1946, salariile și pensiile publice să fie plătite în monede metalice de 500 și 2000 de lei, în măsura primirii lor de la Monetăria Statului. La 31 august 1946 existau în circulație monede de 500 de lei în valoare de 220 de milioane de lei, adică 440.000 de bucăți, din plafonul de 20 de miliarde de lei, iar la 31 decembrie 1946, monede în valoare de 2,2 miliarde de lei, adică 4.440.000 de exemplare. Tirajul total al monedei a fost de 5.823.000 exemplare. În urma reformei monetare din 15 august 1947, moneda a fost retrasă din circulație, iar valoarea nominală de 500 lei nu a mai fost emisă sub formă de monedă. În 1949, aceasta a fost reprezentată printr-o bancnotă.

### România

#### 500 lei 1999

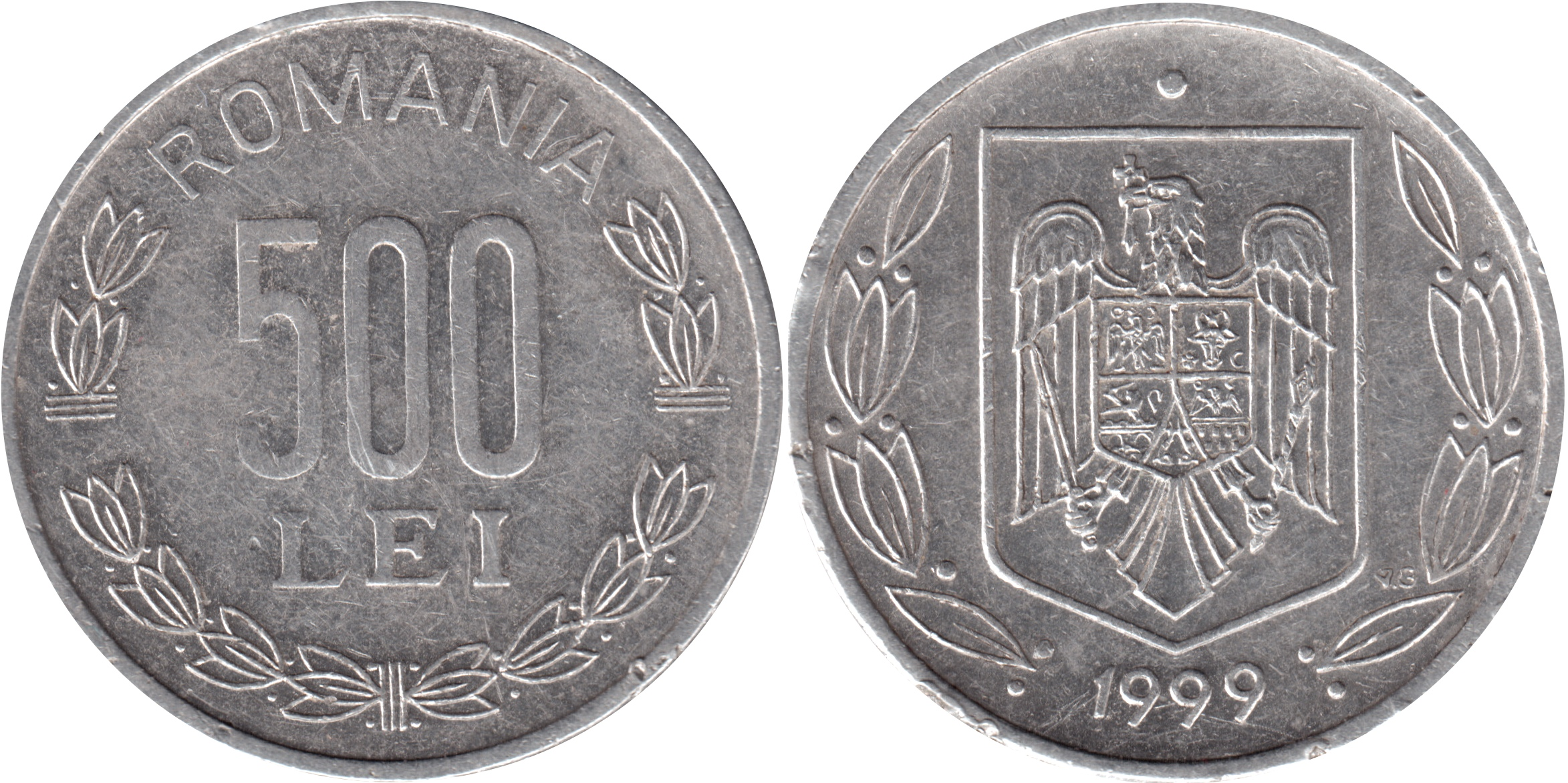
Moneda de 500 de lei din 1999

După Revoluția Română din 1989, valoarea nominală de 500 de lei a fost reprezentată inițial printr-o bancnotă introdusă în circulație în anul 1991. În anul 1992, a fost emisă o nouă bancnotă de 500 de lei, care prezenta un design diferit față de cea din 1991, cu care a circulat în paralel până la 1 iulie 1995, cand bancnota de 500 de lei, emisiunea 1991, împreuna cu bancnota de 200 de lei din 1992, au fost retrase din circulație.
Prima monedă de circulație cu valoarea nominală de 500 de lei a fost pusă în circulație la 15 martie 1999, fiind anunțată de Banca Națională a României prin circulara nr. 3 din 19 februarie 1999, aceasta având scopul de a înlocui treptat bancnota emisă în 1992. Moneda și bancnota au circulat în paralel până la 15 decembrie 1999, când bancnota din 1992 a fost retrasă definitiv din circulație. Noua monedă era compusă dintr-un aliaj format din aluminiu și magneziu, avea un diametru de 25 mm, o greutate de 3,75 g și o grosime de 3,10 mm. Aversul monedei prezenta, în centru, stema României, încadrată între doua ramuri de laur, orientate simetric în sus. În partea inferioară, între capetele ramurilor de laur, se găsea anul de emitere al monedei, iar în partea superioară un punct. În partea inferioară, în dreapta, între stemă și ramurile de laur, se găseau inițialele V.G, de la Vasile Gabor, gravorul monedei. Cu toate acestea, au existat probe monetare din 1995 ale unei monede de 500 de lei, cu un design asemănător, care purtau semnătura lui Constantin Dumitrescu. Reversul monedei avea, în centru, valoarea nominală a monedei 500 LEI, pe doua randuri, încadrată de doua ramuri de laur, pornind din partea inferioară, întrerupte printr-un spațiu la nivelul axei orizontale. În partea superioară, dispusă pe circumferinta, între capetele ramurilor de laur se afla inscripția ROMANIA. Munchia monedei avea incusă inscripția ROMANIA, care se repeta de 3 ori, inscripțiile fiind despărțite între ele prin câte un romb: ROMANIA ⬥ ROMANIA ⬥ ROMANIA ⬥.
Moneda a fost emisă anual, între 1999 și 2001, iar între 2000 și 2005 în seturi monetare. După Denominarea din 2005 a circulat în paralel cu noile monede ale leului greu și a fost retrasă din uz la 31 decembrie 2006, fiind înlocuită de moneda de 5 bani.

#### 500 lei 1999 (Eclipsa de Soare din 11 august 1999)

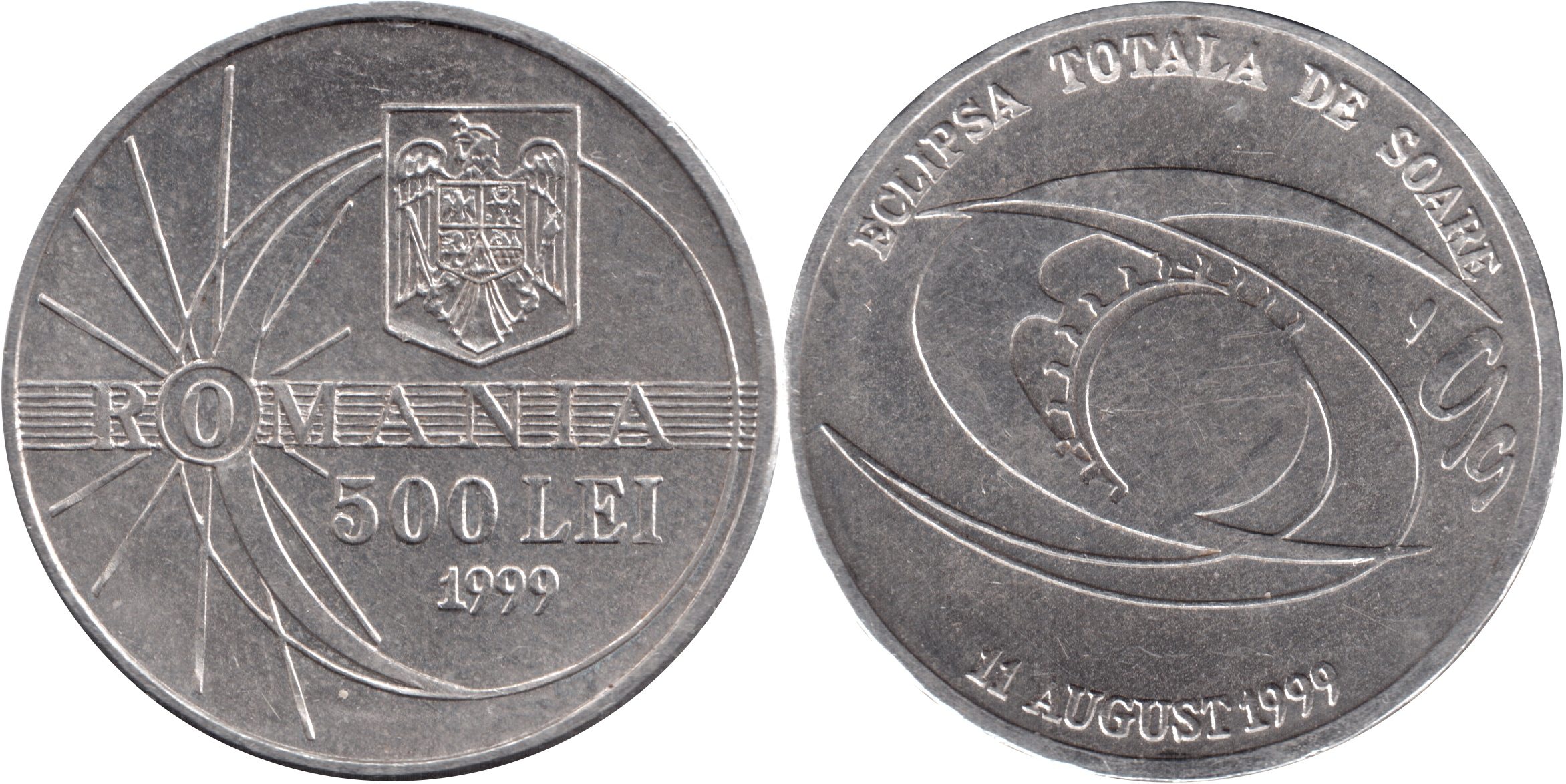
Monedă comemorativă de 500 de lei din 1999

Pentru a marca Eclipsa de Soare din 11 august 1999, Banca Națională a României a emis o monedă comemorativă cu valoarea nominală de 500 de lei și a fost anunțată prin circulară nr. 19 din 11 august 1999. Aceasta avea aceleași specificații ca moneda emisă în martie 1999 și a circulat în paralel cu aceasta, precum și cu bancnota emisă în 1992. Aversul prezenta Stema României și o imagine stilizată a discului solar aflat în una dintre fazele minime de vizibilitate din timpul eclipsei. Sub stemă figura central un cartuș compus din șapte linii paralele, în care era gravată inscripția ROMANIA. Litera O din inscripție era prezentată sub forma unui spot luminos cu raze și reprezenta una dintre imaginile Soarelui în timpul eclipsei totale. Sub cartuș, în interiorul imaginii discului solar, era gravată valoarea nominală, 500 LEI, iar sub aceasta, anul emisiunii 1999. Reversul acesteia avea o compoziție grafică simbolizând mecanismul producerii eclipsei de Soare. Compoziția grafică cuprindea în interior simbolul eclipsei totale de Soare din data de 11 august 1999, reprezentat prin sigla „E' 99", redată stilizat. Deasupra era gravată inscripția ECLIPSA TOTALA DE SOARE, iar dedesubt, data producerii acesteia 11 AUGUST 1999. Tirajul acestia a fost de 4 milioane de exemplare de circulație și 3000 la calitate proof like, destinată colecționarii. După Denominarea din 2005 a circulat în paralel cu noile monede ale leului greu și a fost retrasă din uz la 31 decembrie 2006, fiind înlocuită, ca moneda de circulație de 500 de lei, emisă în martie 1999, de moneda de 5 bani.

### Monede comemorative

#### Republica Socialistă România

##### 500 lei 1982-1983
Prin Decretul Consiliului de Stat nr. 344 din 30 noiembrie 1981, Banca Națională a Republicii Socialiste România a fost autorizată să emită monede comemorative din aur și argint. Monedele din aur au avut valori nominale de 1000 lei și 500 lei, iar cele din argint, 100 lei și 50 lei. Aceste monede au avut putere circulatorie pe teritoriul Republicii Socialiste România, conform dispozițiilor legale, și au fost destinate atât pieței internaționale, cât și colecționarilor din România. În țară, însă, monedele puteau fi achiziționate în scop numismatic doar de persoanele fizice și juridice care dețineau valută în mod legal.
Din cauza lipsei capacității Monetăriei Statului de a produce monede la standardul „proof” cerut de piața numismatică internațională, România a încheiat un acord cu monetăria privată Franklin din Philadelphia, Statele Unite. Aceasta a primit dreptul de a emite o serie de monede omagiale, România urmând să primească 30 de exemplare din fiecare model și 30% din veniturile obținute din vânzări. Subiectul monedelor comemorative a fost aniversarea a 2050 de ani de la crearea statului dac centralizat și independent sub conducerea regelui Burebista. 
Moneda de 500 de lei era realizată din 90% aur, avea un diametru de 25 mm și o greutate de 7,2 grame. Aversul prezenta o scenă de luptă între daci și romani, în interiorul unui cerc înconjurat de inscripția circulară •2050•ANI•DE•LA•CREAREA•STATULUI•DAC•CENTRALIZAT•SI•INDEPENDENT•1980•. Reversul prezenta central stema socialistă a României, încojurată de incripția REPUBLICA SOCIALISTA ROMANIA. Anul emisiunii era împarțit de-o parte și de cealaltă a stemei. În partea inferioară, sub stemă, se găsea valoarea nominală, 500 LEI. Între stemă și valoarea nominală era trecut titlul aurului din care era realizată moneda, 900/1000 FINE GOLD, precum și un F stilizat, semnul monetăriei Franklin. Muchia acesteia era zimțată. Clifford Schule, un artist american colaborator al Franklin Mint, a fost gravorul monedelor.
În 1982 au fost emise doar monede de 100 și 500 de lei, iar în 1983 monede de 50, 100, 500 și 1000 de lei. Cele emise în 1982 au fost puse în vânzare pe 5 octombrie 1982, iar cele emise în 1983 pe 23 august 1983. Tirajul pentru moneda de 500 de lei a fost de 508 de exemplare în 1982 și 346 în 1983.
Matrițele pieselor din 1982 au fost desfigurate și transferate Băncii Naționale a României, iar cele din 1983 au fost distruse. Probele acestor monede se află în colecția Băncii Naționale a României.

#### România

##### 500 lei 1998

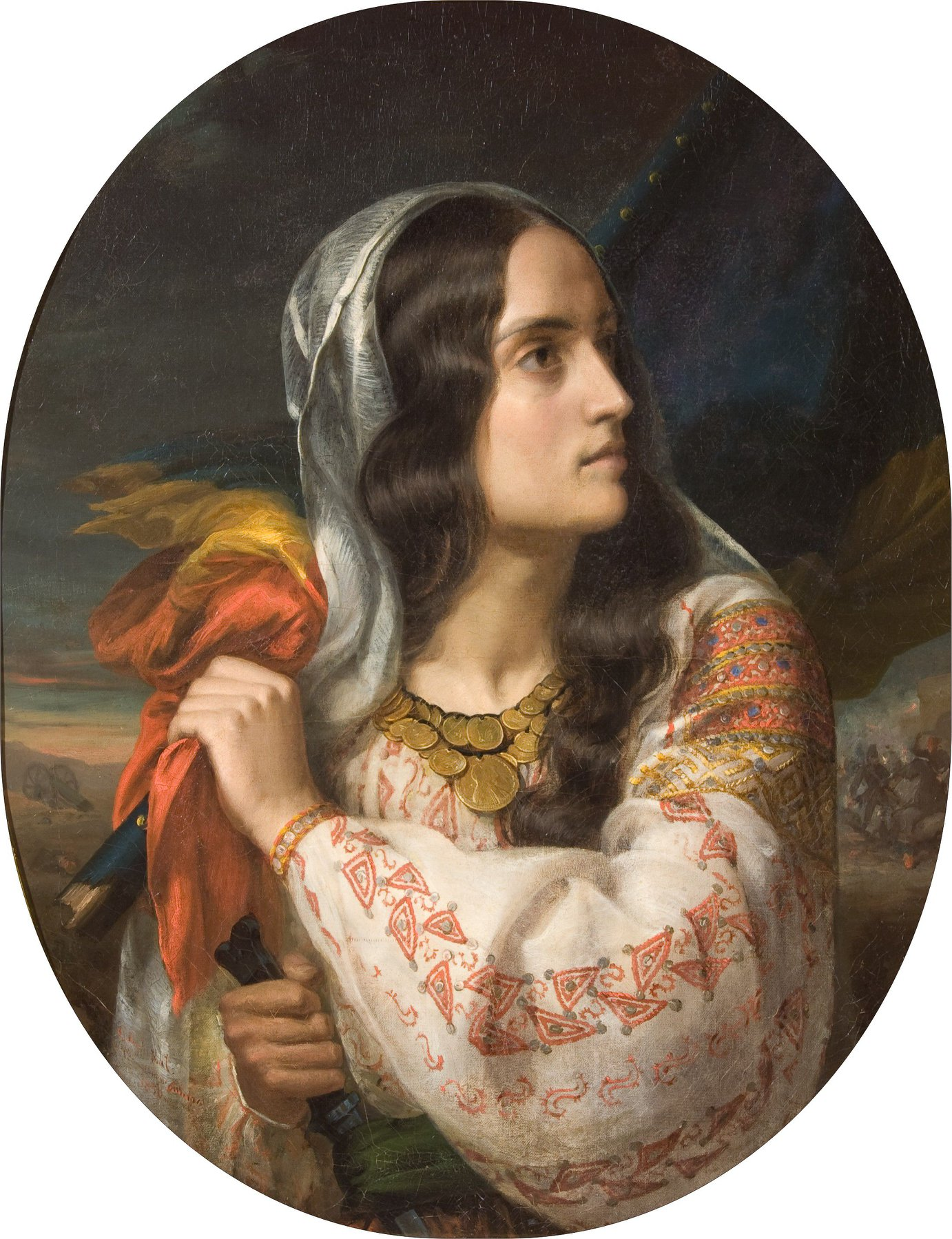
Tabloul România Revoluționară de Constantin Daniel Rosenthal

Prin circulara nr. 12 din 28 iulie 1998, prima moneda postdecembristă de 500 de lei a fost o piesă comemorativă, fiind emisă la 29 iulie 1998, alături de o monedă de 1000 de lei, cu ocazia aniversării a 150 de ani de la Revoluția Română din 1848. Aceasta a fost fabricată într-un tiraj maxim de 2000 de exemplare, la calitate proof, din 90% aur și 10% cupru, cu o greutate de 8,64 grame, un diametrul de 24 mm și o muchie netedă. Aversul prezenta central o compoziție heraldică folosită de revoluționari ca simbol pe documente oficiale, accesorii și cocarde din Țara Românească. Sub aceasta, Stema României și anul emiterii, 1998, au fost amplasate succesiv în partea inferioară. Inscripția ROMANIA a fost poziționată în partea superioară, urmând marginea monedei, iar valoarea nominală, 500 LEI, a fost împarțită de-o parte și de cealaltă a compoziției heraldice. Reversul monedei prezenta imaginea unei tinere femei, personificând România revoluționară, inspirată de tabloul pictorului Constantin Daniel Rosenthal, România Revoluționară, fiind înconjurată de textele LIBERTATE EGALITATE FRATIETATE, reprezentând idealurile revoluției, în partea superioară, și ROMANIA REVOLUTIONARA în cea inferioară, cele două texte fiind despărțite de anii 1848 și 1998, de-o parte și de cealaltă.

#### 500 lei 2000 - 600 de ani de la urcarea pe tronul Moldovei a lui Alexandru cel Bun
|                                            |        |
| Avers                                      | Revers |
| Moneda comemorativă de 500 de lei din 1998 |        |

#### 500 lei 2001 - Istoria aurului - Tezaurul de la Pietroasa

Cele patru monede de 500 de lei din 2001
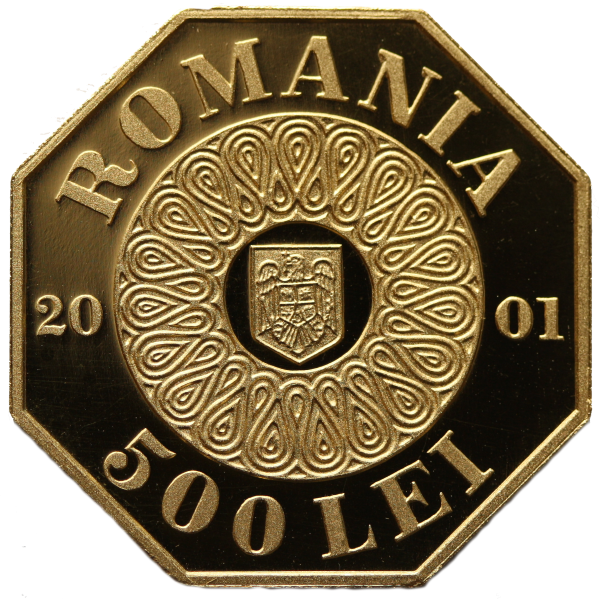
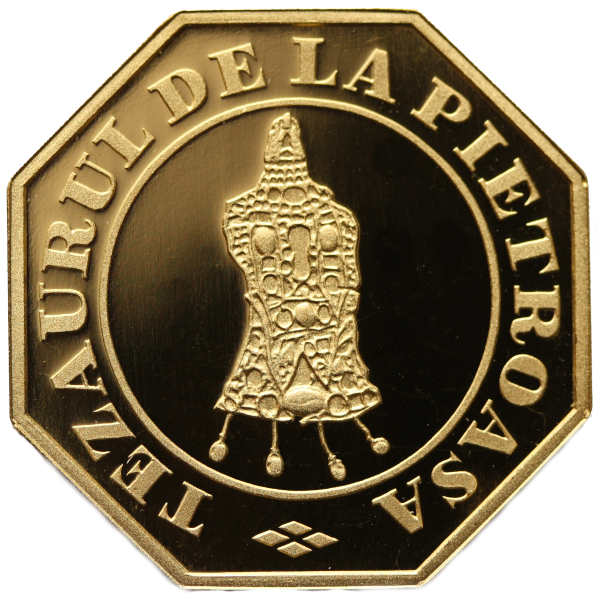
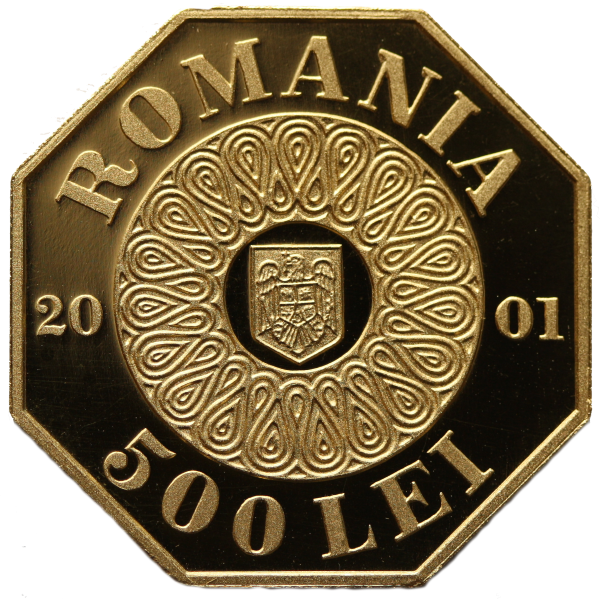
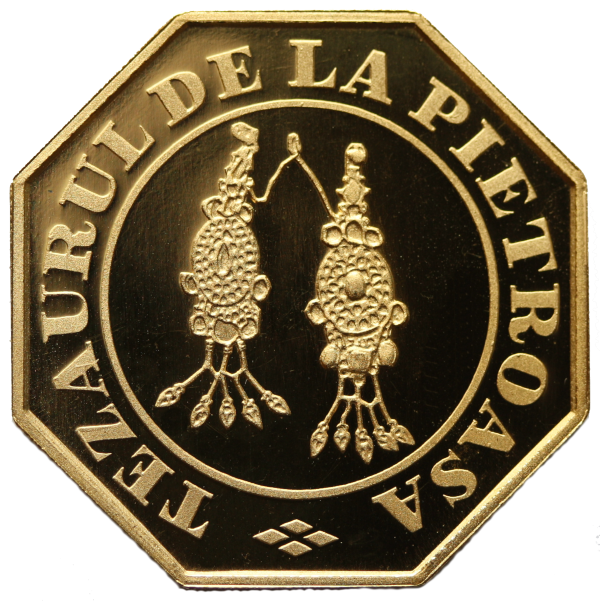
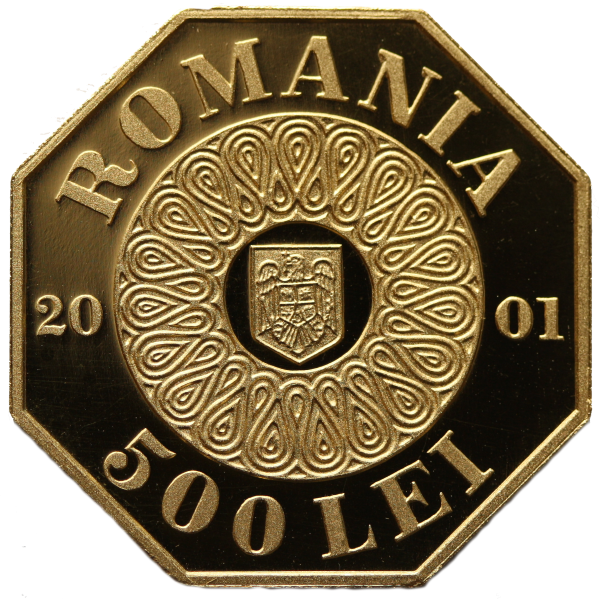
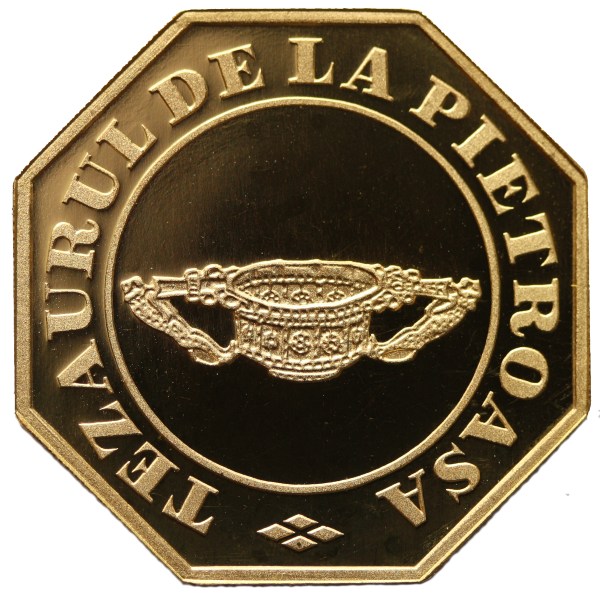
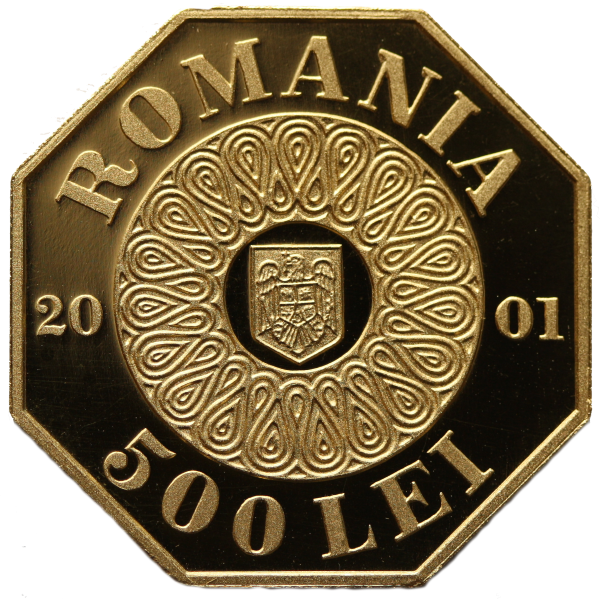
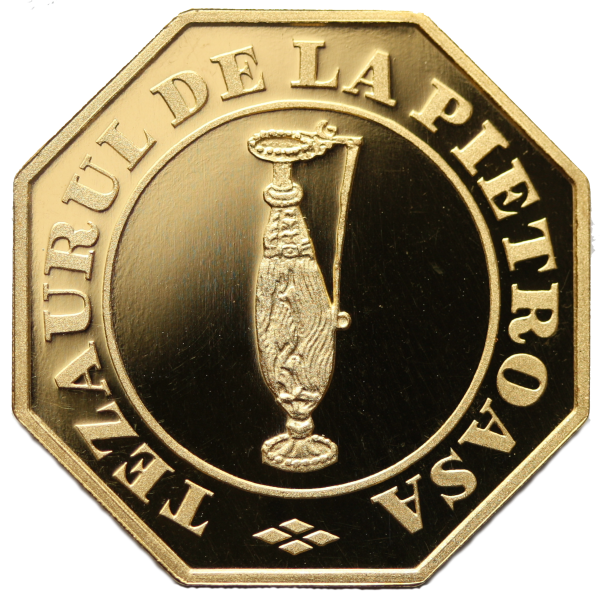

#### 500 lei 2002 - Monumente de artă feudală creștină

Cele trei monede de 500 de lei din 2002
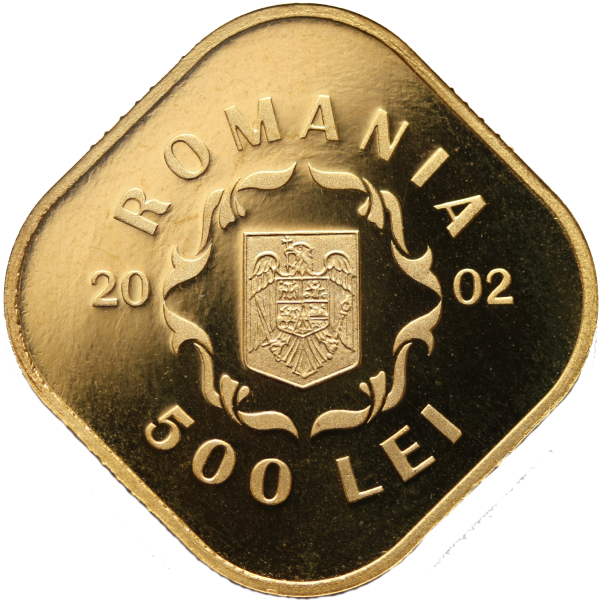
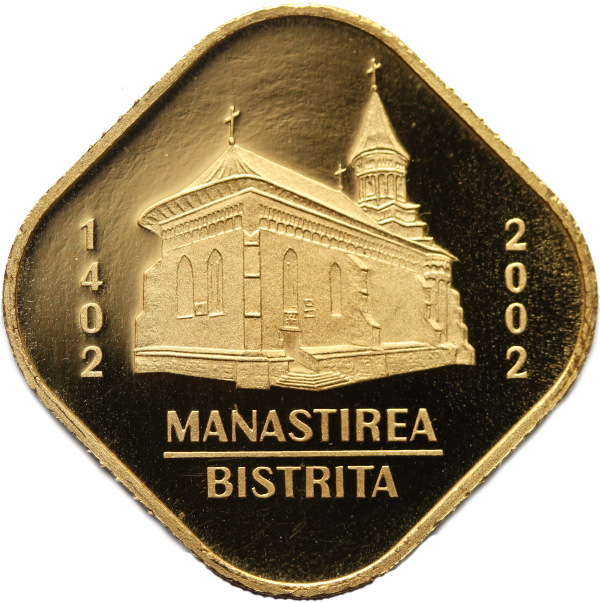
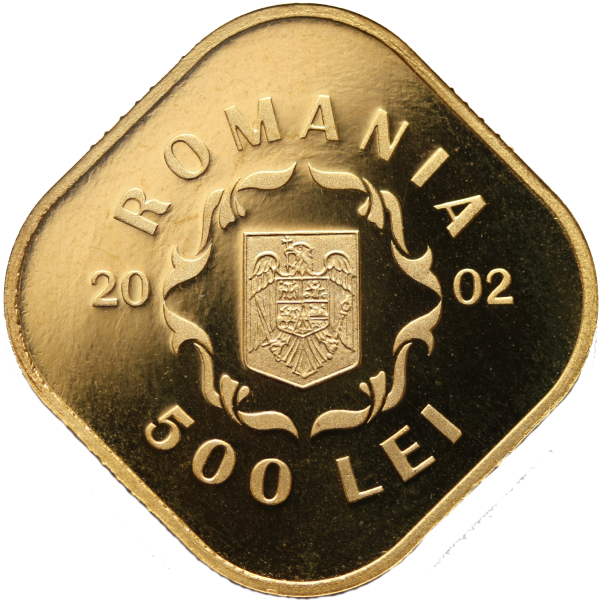
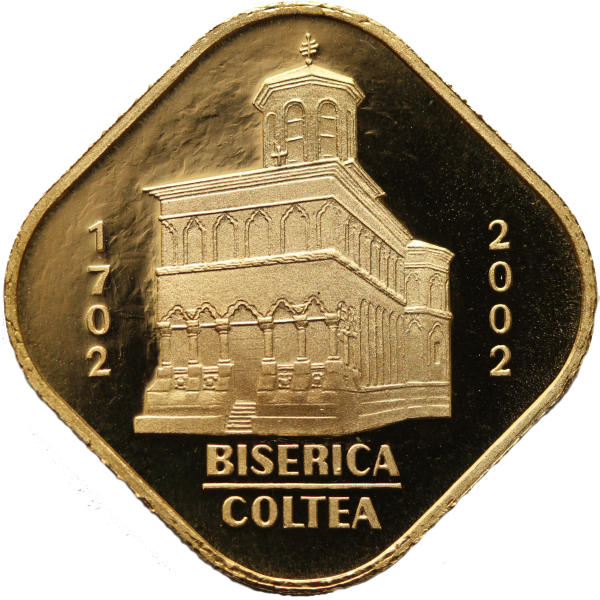
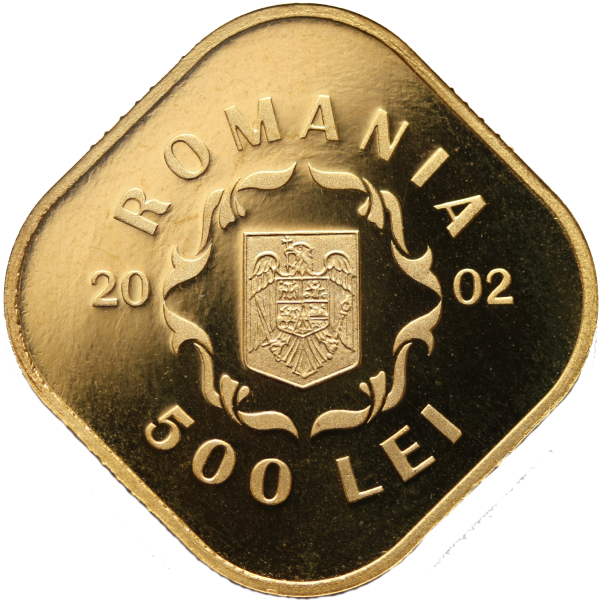
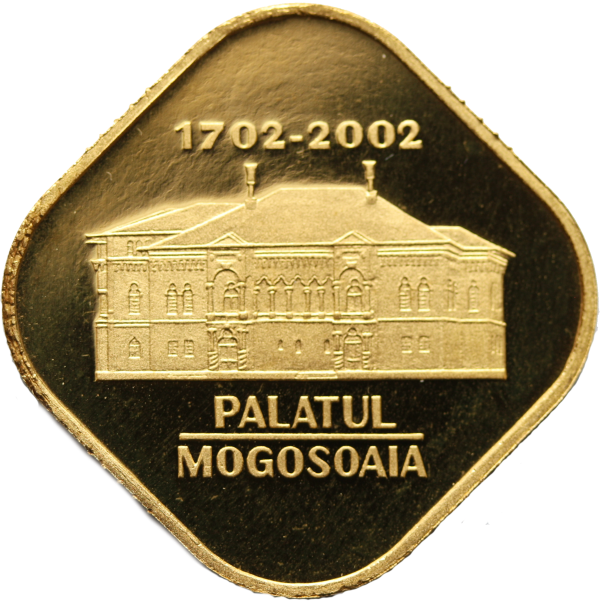